# Meeting Gaz de France 2008
Il Meeting Gaz de France 2008 è stata l'undicesima edizione del meeting di atletica leggera di Parigi, annuale raduno di atletica leggera. Si è svolto dalle ore 19:45 alle 22:00 UTC+2 del 18 luglio 2008 presso lo Stade de France di Saint-Denis, nei pressi di Parigi. Il meeting è stato anche la quarta tappa della IAAF Golden League 2008.

## Programma
Il meeting ha visto lo svolgimento di 15 specialità, 9 maschili e 6 femminili: di queste, 6 maschili e 4 femminili erano valide per la Golden League.
| # | Orario | Specialità             |
| - | ------ | ---------------------- |
| 1 | 19:45  | Lancio del giavellotto |
| 2 | 20:05  | 400 m hs               |
| 3 | 20:15  | 400 m                  |
| 4 | 20:15  | Salto con l'asta       |
| 5 | 20:53  | 100 m                  |
| 6 | 20:53  | Salto in lungo         |
| 7 | 21:15  | 3000 m                 |
| 8 | 21:35  | 1500 m                 |
| 9 | 21:55  | 3000 m siepi           |

| # | Orario | Specialità    |
| - | ------ | ------------- |
| 1 | 19:50  | 1500 m        |
| 2 | 20:00  | Salto in alto |
| 3 | 20:23  | 800 m         |
| 4 | 20:33  | 5000 m        |
| 5 | 21:15  | 100 m hs      |
| 6 | 21:35  | 200 m         |

     Specialità valide per la Golden League

## Risultati
Di seguito i primi tre classificati di ogni specialità.

### Uomini
| Specialità             | 1º classificato         | Prestazione | 2º classificato        | Prestazione | 3º classificato      | Prestazione |
| 100 m                  | Marc Burns              | 10.14       | Martial Mbandjock      | 10.17       | Mark Jelks           | 10.26       |
| 400 m                  | Jeremy Wariner          | 43.86       | LaShawn Merritt        | 44.35       | Chris Brown          | 44.76       |
| 1500 m                 | Augustine Kiprono Choge | 3'32.40     | Asbel Kiprop           | 3'32.78     | Belal Mansoor Ali    | 3'33.12     |
| 3000 m                 | Edwin Cheruiyot Soi     | 7'36.31     | Joseph Ebuya           | 7'36.84     | Abraham Chebii       | 7'37.51     |
| 400 m hs               | Kerron Clement          | 48.33       | Danny McFarlane        | 48.71       | Angelo Taylor        | 48.91       |
| 3000 m siepi           | Tareq Mubarak Taher     | 8'08.53     | Michael Kipyego        | 8'09.93     | Mustafa Mohamed      | 8'11.10     |
| Salto in lungo         | Irving Saladino         | 8.31 m      | Hussein Taher Al-Sabee | 8.25 m      | Mohamed Al Khuwalidi | 8.09 m      |
| Salto con l'asta       | Steven Hooker           | 5.70 m      | Alexander Straub       | 5.70 m      | Jérôme Clavier       | 5.60 m      |
| Lancio del giavellotto | Vadims Vasilevskis      | 85.61 m     | Jarrod Bannister       | 84.76 m     | Esko Mikkola         | 78.94 m     |

In grassetto le specialità valide per il jackpot della Golden League
     Atleti ancora in corsa per il jackpot della Golden League dopo questo meeting

### Donne
| Specialità    | 1ª classificata        | Prestazione | 2ª classificata           | Prestazione | 3ª classificata       | Prestazione |
| 200 m         | Sanya Richards         | 22.56       | Carmelita Jeter           | 22.58       | Muna Lee              | 22.59       |
| 800 m         | Pamela Jelimo          | 1'54.97     | Lucia Klocová             | 1'58.51     | Janeth Jepkosgei      | 1'58.52     |
| 1500 m        | Maryam Yusuf Jamal     | 3'59.99     | Shannon Rowbury           | 4'00.30     | Sarah Jamieson        | 4'02.94     |
| 5000 m        | Lucy Kabuu Wangui      | 14'38.47    | Priscah Jepleting Cherono | 14'58.96    | Sylvia Jebiwott Kibet | 15'09.23    |
| 100 m hs      | Delloreen Ennis-London | 12.66       | Joanna Hayes              | 12.76       | Dawn Harper           | 12.79       |
| Salto in alto | Blanka Vlašić          | 2.01 m      | Ariane Friedrich          | 1.97 m      | Tia Hellebaut         | 1.97 m      |

In grassetto le specialità valide per il jackpot della Golden League
     Atlete ancora in corsa per il jackpot della Golden League dopo questo meeting